# Psittacanthus cordatus
Psittacanthus cordatus là một loài thực vật có hoa trong họ Loranthaceae. Loài này được (Hoffmanns. ex Schult. f.) Blume miêu tả khoa học đầu tiên năm 1830. Đây là loài bản địa Bolivia bà Brazil.

## Môi trường sống
Loài này được tìm thấy trong rừng nhiệt đới Amazon, sa vẳn Trung bộ Brazil, rừng nhiệt đới Đại Tây Dương và Pantanal, ở Caatinga, thảm thực vật Carrasco, vùng sinh thái Cerrado, rừng Riverine và/hoặc rừng dọc sông, rừng Terra Firme, rừng ngập nước (Várzea), và rừng mưa nhiệt đới Nam Mỹ.

## Phân loại
Psittacanthus cordatus lần đầu tiên được mô tả bởi Hoffmansegg vào năm 1829 với danh pháp Loranthus cordatus, và năm 1834, Don giao nó chuyển loài này sang chi Psittacanthus mới. Có một số nhầm lẫn về tên được chấp nhận: Plants of the World online và Flora do Brasil tên được chấp nhận là Psittacanthus cordatus (Hoffmans.) G.Don, trong khi GBIF thì đưa tên được chấp nhận như Psittacanthus cordatus Blume.